# Hanns Aderhold
Hanns Aderhold (* 13. Mai 1919 in Osnabrück; † 4. August 1987 in Wellinghofen) war ein deutscher Wasserspringer, mehrfacher Deutscher Meister, Europameister und Olympiateilnehmer.
Für seine sportlichen Erfolge wurde er am 12. August 1951 mit dem Silbernen Lorbeerblatt ausgezeichnet.
In der olympischen Disziplin Kunstspringen vom Drei-Meter-Brett wurde er sechs Mal Deutscher Meister (1941, 1942 und 1943 sowie 1950, 1951 und 1952). Bei den Schwimmeuropameisterschaften 1950 in Wien wurde er Europameister der 3-m-Brett-Kunstspringer. 1952 nahm er an den Olympischen Sommerspielen in Helsinki teil und belegte in seiner Disziplin den elften Rang.
Er startete für den VfL Osnabrück und gehörte zuletzt dem „Schwimmverein Gronau 1910“ an.